# Ataenius confertus
Ataenius confertus är en skalbaggsart som beskrevs av Henry Clinton Fall 1909. Ataenius confertus ingår i släktet Ataenius och familjen Aphodiidae. Inga underarter finns listade.